# Rafael Urdaneta (Táchira)
Pour les articles homonymes, voir Urdaneta.
Rafael Urdaneta est l'une des vingt-neuf municipalités de l'État de Táchira au Venezuela. Son chef-lieu est Delicias. En 2011, la population s'élève à 5 905 habitants.

## Géographie

### Subdivisions
Selon l'Institut national de statistique et contrairement à la plupart des municipalités du pays, la municipalité de Rafael Urdaneta ne comporte aucune paroisse civile.